# Pixeljunk Shooter
PixelJunk Shooter är ett nedladdningsbart spel till Playstation 3 och PC. Spelet utvecklades av Q-Games och lanserades 10 december 2009 i Europa och USA. Det är det fjärde större spelet i Pixeljunk-serien.

## Handling
Målet är att rädda forskare som fastnat i underjorden. Upp till två personer kan styra sin egen ubåtsliknande farkost att utforska underjorden med. Man kan skjuta missiler för att skydda sig mot fienderna i underjorden och förstöra föremål som till exempel olika väggar. I originalspelet finns det tre "episoder" som fokuserar på tre olika vätskor och fasta material. I första episoden är det sten och magma som man utforskar. I den andra är det is och vatten och i den tredje är det en magnetisk oljeliknande vätska. I slutet av varje episod möter man en boss.

## Utveckling
PixleJunk Shooter utannonserades först runt E3 2009 som PixelJunk 1-4. Q-Games annonserade en tävling om namnet där fans kunde ge förslag på namn på spelet och som pris få en tröja med den nya loggan på. I maj 2009 fick spelet namnet PixelJunk Shooter. Baserat på slutet av spelet ryktas det om ett tillägg till spelet som med spelen Pixeljunk Monsters och Pixeljunk Eden. Dock har en av utvecklarna sagt att på grund av de låga försäljningssiffrorna är det osäkert om de kommer att göra något tillägg till spelet.
Spelets ljudspår består av låtar från High Frequency Bandwidth. Låtarna är sammansatta av Alex Paterson och Dom Beken.